# Seeteich Blankenhain
Der Seeteich Blankenhain bezeichnet ein Naturschutzgebiet im Weimarer Land bei der Stadt Blankenhain.
Von dem 15,4 Hektar großen Naturschutz konnten 2009 7,9 Hektar erhalten werden, da eine Veräußerung an einen privaten Investor verhindert wurde. In diesem Gebiet gibt es seltene Gehölze, aber auch Tiere in einer großen Artenfülle.
Bis in die 1950er Jahre war der See die größte Wasserfläche des Kreises. Er wurde ursprünglich als Fischteich, aber auch zum Mühlenbetrieb genutzt. Die feuchte Niederung bei Blankenhain wird mit möglichen unterirdischen Auslaugungen in Verbindung gebracht. In den „Kinderteichen“ wurden Fischbruten herangezogen. Allerdings wurde häufig illegal geangelt, was mit dem Abzug der Sowjetarmee endete. Die Extensivierung der Flächen wurde durch nachlassende Nutzung begünstigt. Die Karpfenzucht wurde eingestellt.
Naturkundliches Interesse an diesem Gebiet bestand stets.
Seit 1900 gibt es Nachweise hier vorkommender Tier- und Pflanzenarten. Im Jahre 1968 wurde das Gebiet zum Flächennaturdenkmal erklärt und 1991 die Sicherung als Naturschutzgebiet, die dann 1996 zu einer definitiven umgewandelt wurde. Diesem ging ein Schutzförderungsgutachten voraus, in dessen Ergebnis diese Maßnahmen ergriffen wurden. Das Gutachten hatte den ökologischen Wert des Gebietes und seine besondere Stellung im Landkreis Weimarer Land hinsichtlich Flora und Fauna hervorgehoben. Das Gebiet ist seither zu einem ein Vogelparadies geworden. In dem See leben verschiedene Amphibien. Eine fünf Meter hohe Aussichtsplattform zur Beobachtung der Umgebung wurde errichtet und zahlreich genutzt, um die dortige Tierwelt zu erforschen. Südlich des Seeteiches fließt die Schwarza vorbei.